# Boise State Broncos

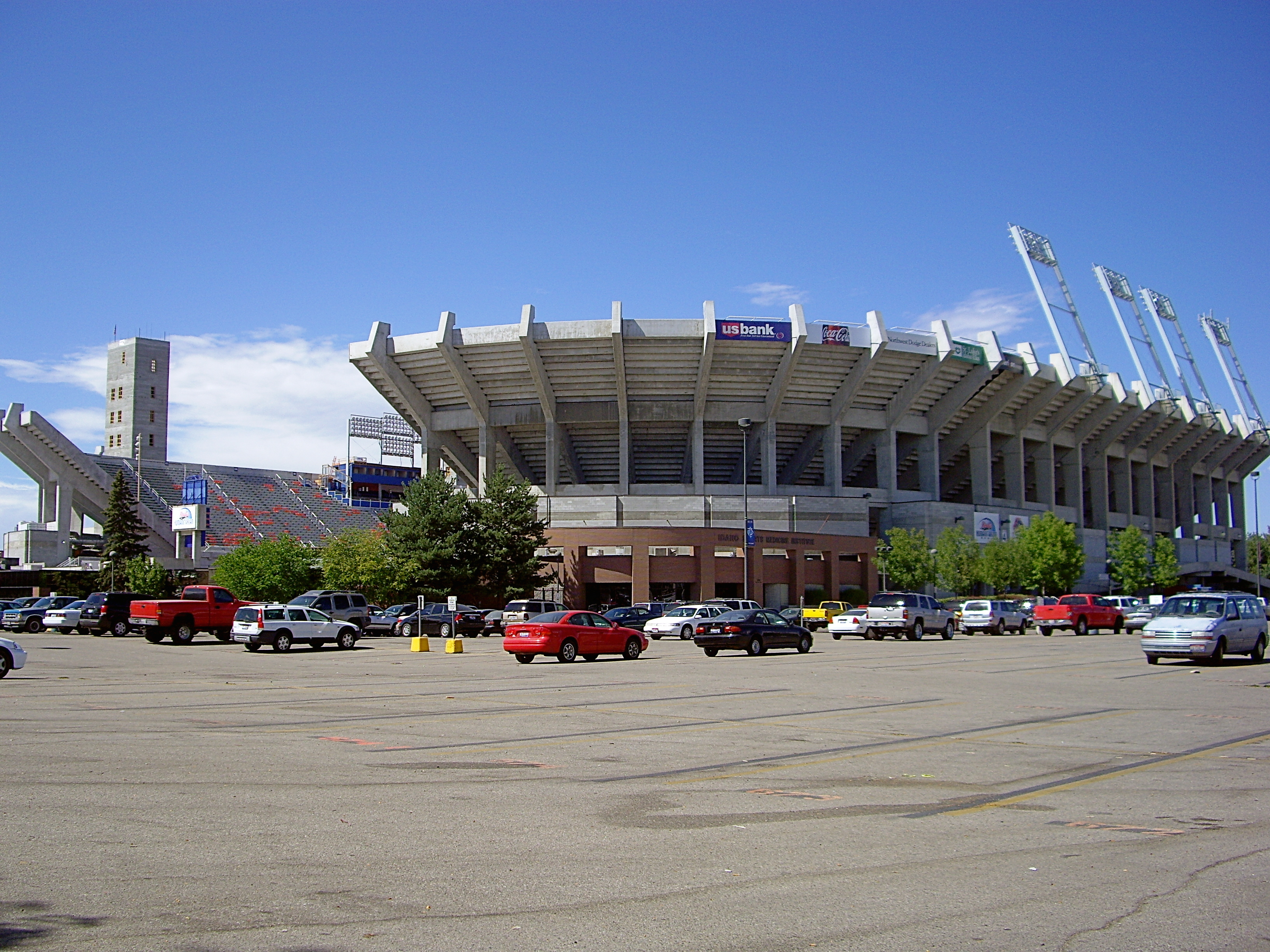
Bronco Stadium.

Boise State Broncos (español: Broncos de la Estatal de Boise) es el equipo deportivo de la Universidad Estatal de Boise, situada en Boise (Idaho). Los equipos de los Broncos participan en las competiciones universitarias organizadas por la NCAA, y forma parte de la Mountain West Conference con tres excepciones. El equipo masculino de atletismo cubierta compite en la Mountain Pacific Sports Federation, el equipo femenino de gimnasia en la Mountain Rim Gymnastics Conference y el equipo femenino de voleibol de playa en la Southland Conference.

## Programa deportivo
Los Broncos participan en las siguientes modalidades deportivas:
| - Masculino - Atletismo al aire libre - Atletismo cubierta - Baloncesto - Cross - Fútbol americano - Golf - Tenis | - Femenino - Atletismo al aire libre - Atletismo cubierta - Baloncesto - Cross - Fútbol - Gimnasia - Golf - Natación - Tenis - Voleibol - Voleibol de playa |

## Fútbol americano

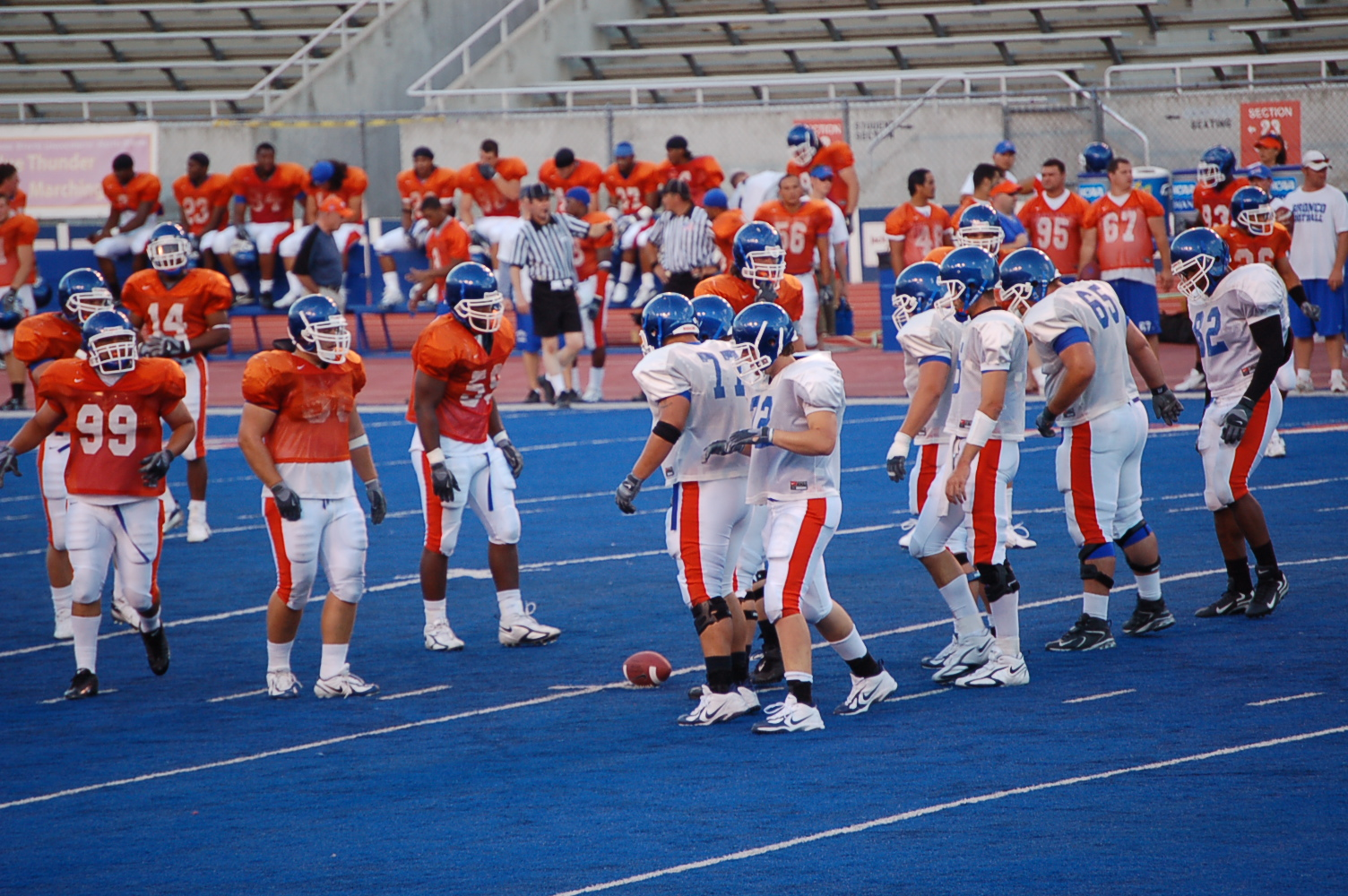
Equipo de fútbol americano de los Broncos.

Compiten en la NCAA desde 1968, aunque anteriormente, desde 1933, lo hacían como Junior College, ganando el título nacional en 1958.
Comenzaron su andadura en la NCAA en la Big Sky Conference, ganando la división en 1973, 1974, 1975, 1977, 1980 y 1994. En 1980 fueron campeones de la División I-AA.
En 1991 entraron a formar parte de la Big West Conference, de la División I-A, ganándola en los años 1999 y 2000. Este año, además, fueron campeones de la Roady's Humanitarian Bowl. 
Desde el año 2001 compiten en la WAC, ganándola 2002, 2003, 2004, 2005, 2006 y 2008. En el año 2002 volvió a ganar la Roady's Humanitarian Bowly en 2003 se alzó con el título de la PlainsCapital Fort Worth Bowl.
Tras perder dos bowls en los siguientes años, en 2006 fueron seleccionados por primera vez para disputar una Mayor Bowl, en concreto la Fiesta Bowl. Dicho bowl fue una de las mayores sorpresas del fútbol americano universitario. De nuevo tras perder dos bowls de forma consecutiva, en 2009 fueron nuevamente seleccionados para dispuar la Fiesta Bowl, alzándose de nuevo con ella.
El equipo se unió a la Mountain West Conference en 2011. Allí logró el campeonato de conferencia en 2012 y 2014.
En la actualidad hay 11 jugadores de los Broncos jugando en la NFL.

## Bowl Games de Boise State y sus resultados
| Año y Bowl                                  | Equipo ganador | Equipo ganador | Equipo perdedor | Equipo perdedor |
| ------------------------------------------- | -------------- | -------------- | --------------- | --------------- |
| 1999 Humanitarian Bowl                      | Boise State    | 34             | Louisville      | 31              |
| 2000 Humanitarian Bowl                      | Boise State    | 38             | UTEP            | 23              |
| 2002 Humanitarian Bowl                      | Boise State    | 34             | Iowa State      | 16              |
| 2003 PlainsCapital Fort Worth Bowl          | Boise State    | 34             | TCU             | 31              |
| 2004 AutoZone Liberty Bowl                  | Louisville     | 44             | Boise State     | 40              |
| 2005 MPC Computers Bowl                     | Boston College | 27             | Boise State     | 21              |
| 2007 Tostitos Fiesta Bowl                   | Boise State    | 43             | Oklahoma        | 42              |
| 2007 Sheraton Hawaii Bowl                   | East Carolina  | 41             | Boise State     | 38              |
| 2008 San Diego Credit Union Poinsettia Bowl | TCU            | 17             | Boise State     | 16              |
| 2010 Tostitos Fiesta Bowl                   | Boise State    | 17             | TCU             | 10              |
| 2010 Maaco Bowl Las Vegas                   | Boise State    | 26             | Utah            | 3               |